# Haematopota atrata
Haematopota atrata är en tvåvingeart som beskrevs av Szilady 1926. Haematopota atrata ingår i släktet Haematopota och familjen bromsar. Inga underarter finns listade i Catalogue of Life.